# Kaivopuisto
Kaivopuisto (« le Parc du puits ») (en suédois : Brunnparken) est un quartier du district d'Ullanlinna de Helsinki en Finlande.

## Histoire
Dans les années 1830, la société de Henrik Borgström construit, dans cette zone inhabitée, une Station thermale et un parc. 
À l'époque, les aristocrates russes n'ont pas le droit de voyager à l'étranger pour leurs loisirs, la station thermale de Kaivopuisto devient vite un lieu prisé de villégiature pour les cercles de Saint-Pétersbourg et fait d'Helsinki, pour quelques décennies, une capitale thermale cosmopolite. 
L'est de Kaivopuisto est déclarée zone à construire des villas d'été afin que les locataires puissent héberger les curistes durant la saison estivale.
Après la Guerre de Crimée, dans les années 1860, les interdictions de voyage sont abrogées et la station thermale arrête ses activités.
En 1886, la zone devient un parc municipal. 
Les terrains de la partie orientale sont cependant vendus, de nos jours une grande partie est occupée par des ambassades.
À la fin du XIXe siècle, ont vend aussi des terrains dans la partie occidentale du parc, mais il ne reste des constructions de l'époque que deux bâtiments le long de la rue puistokatu, les autres ont été détruites afin que leur terrain réintègrent le parc.
Dans les années 1890, on construit la voie ferrée du port d'Helsinki qui longe le parc à côté de la rue Puistokatu en partie dans un tunnel. 
La voie sera détruite dans les années 1980.
L'ancien bâtiment thermal qui était situé en bord de mer au croisement de la rue Iso Puistotie et de la rue Ehrenströmintie est détruit en 1944 par les bombardements de la Guerre d'Hiver.
De la station thermale, il reste le restaurant et un espace de loisirs Kaivohuone qui accueille un club de nuit.

## Description
L'essentiel de ce quartier est constitué par le parc du même nom. Il couvre plusieurs hectares tantôt plans et tantôt escarpés. Il est pris d'assaut par les habitants de la ville en été. Le parc étant bordé par la mer Baltique au sud, ils y viennent bronzer, pique-niquer ou participer à des animations sportives. Dans le parc, il reste des traces des fortifications en pierres construites au XVIIIe siècle. Kaivopuisto accueille par ailleurs un observatoire astronomique.
Le matin de la Fête du Travail (en finnois : Vappu) les nouveaux bacheliers fêtent traditionnellement à Kaivopuisto.
Le quartier de Kaivopuisto (en finnois : Kaivopuiston kaupunginosa) a une superficie de 0,45 km2, sa population s'élève à 446 habitants(1.1.2010) et il offre 770 emplois (31.12.2008).
On trouve dans la partie nord une zone résidentielle qui compte environ 500 habitants et abrite la plupart des ambassades étrangères.

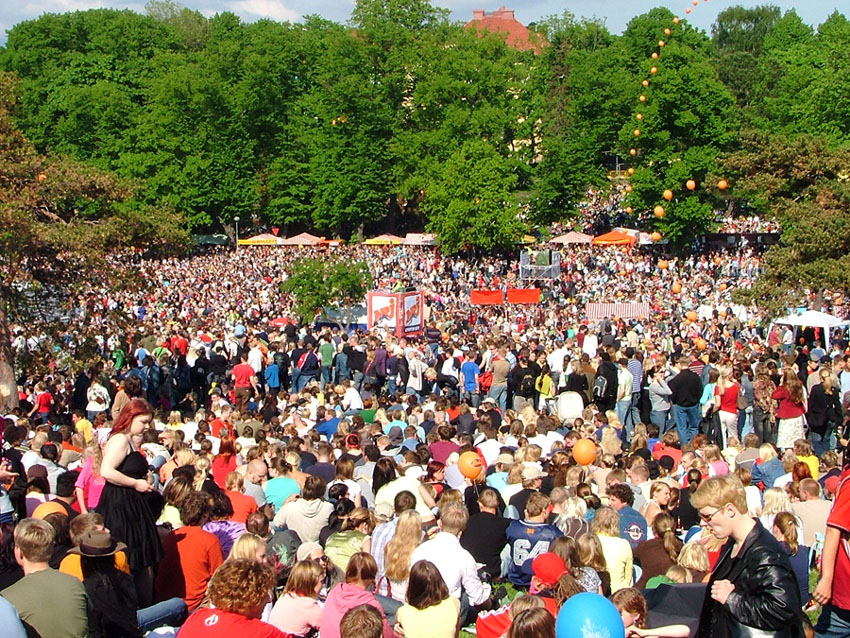
Concert dans le parc l'été 2005.
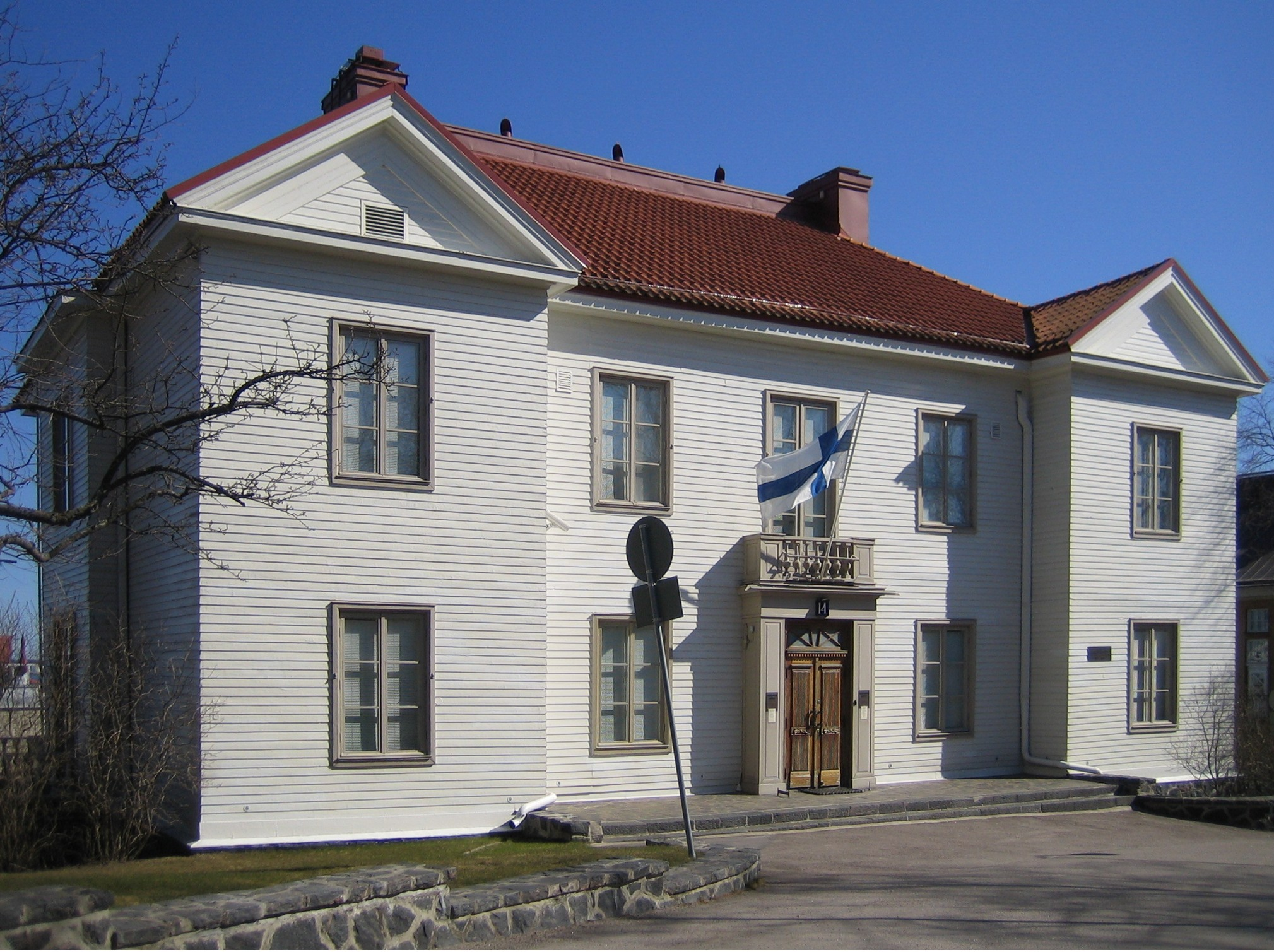
Musée Mannerheim, maison de Carl Gustaf Emil Mannerheim à partir de 1924
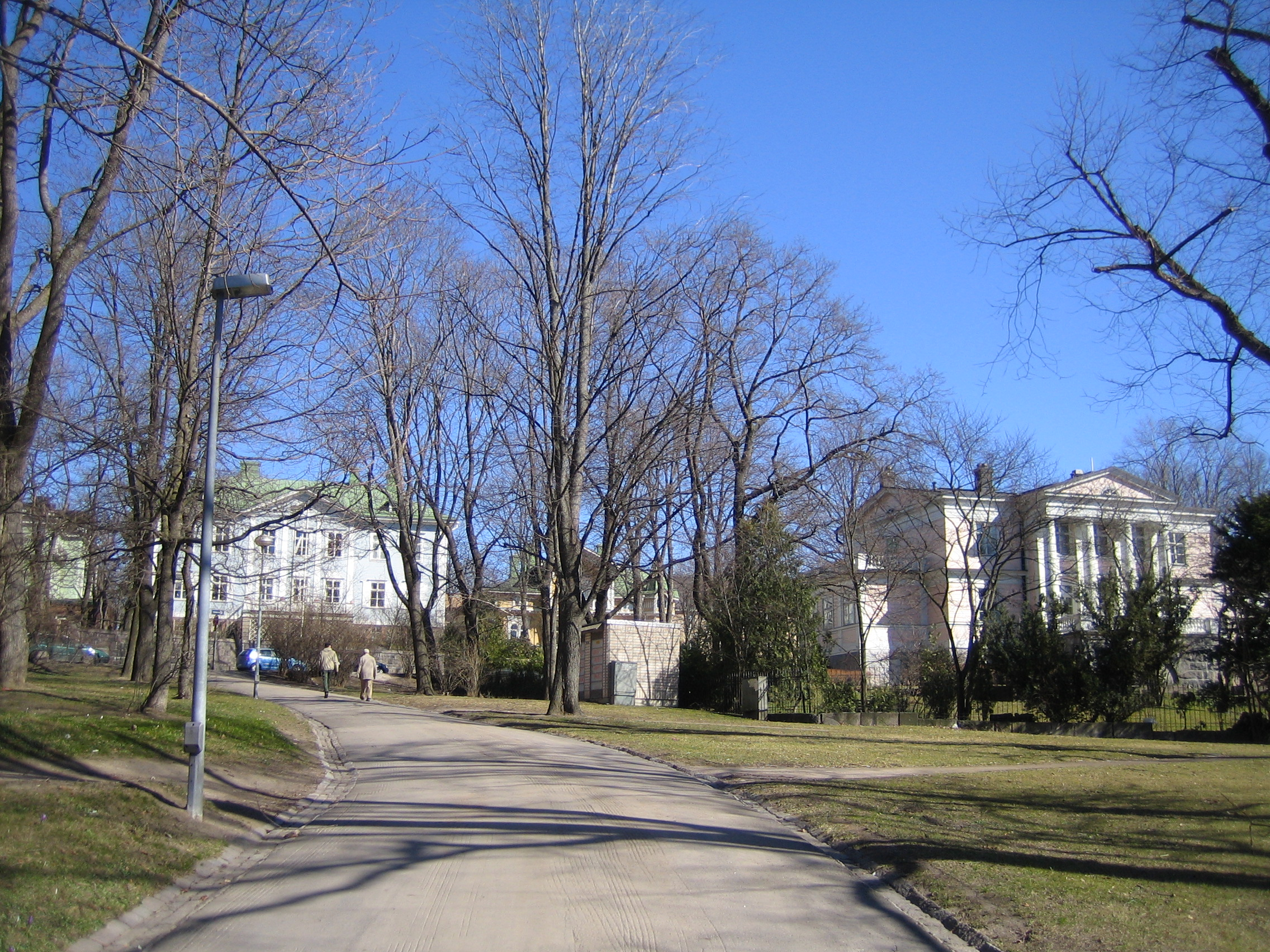
Partie construite de Kaivopuisto
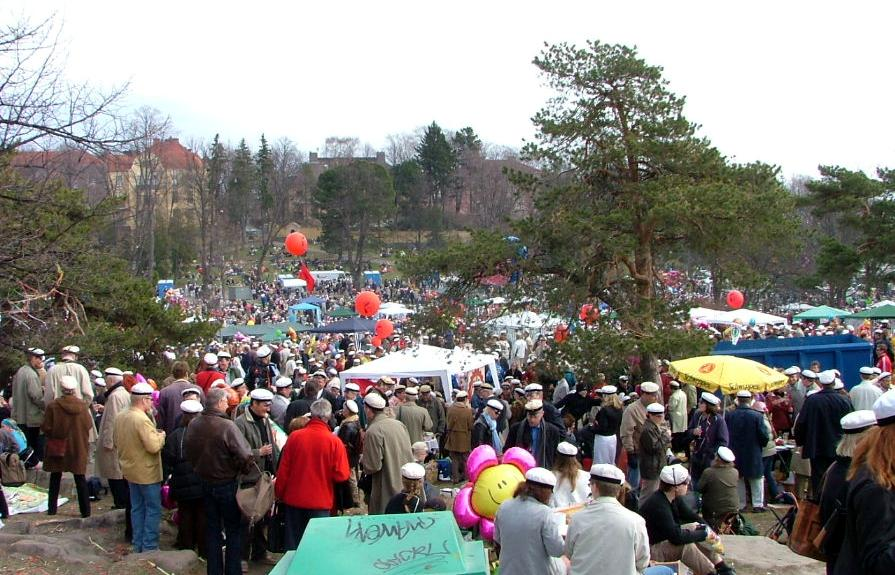
Le parc Kaivopuisto est le lieu traditionnel pour fêter son baccalauréat
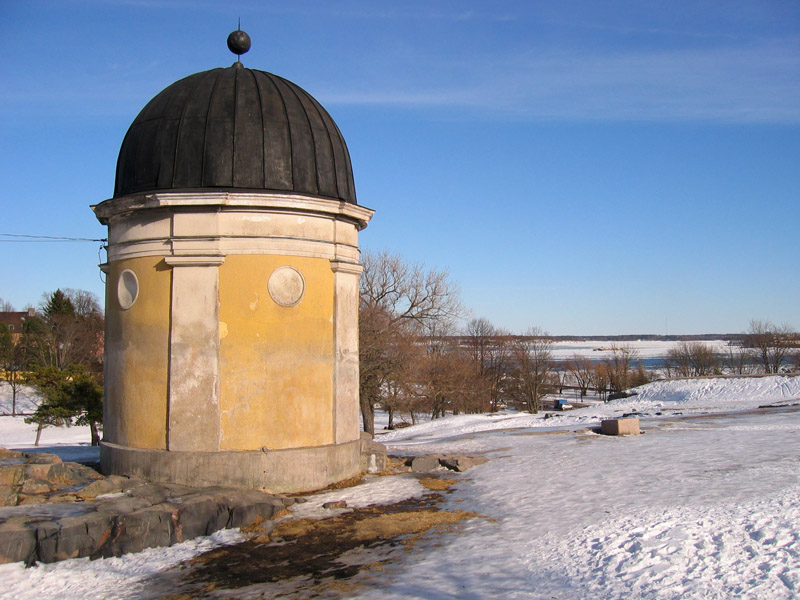
L'observatoire astronomique de l'association scientifique Ursa bâti en 1926.

## Transports publics
- Tramway d'Helsinki:
  - ligne 1A (Eira–Kallio–Käpylä )
  - ligne 3B (Kaivopuisto–Eira–Rautatientori–Kallio–Eläintarha
  - ligne 3T (Kaivopuisto–Kauppatori–Kamppi–Töölö–Eläintarha

- Bus d'Helsinki:
  - bus 14 (Merikatu–Töölö–Pajamäki)

## Galerie

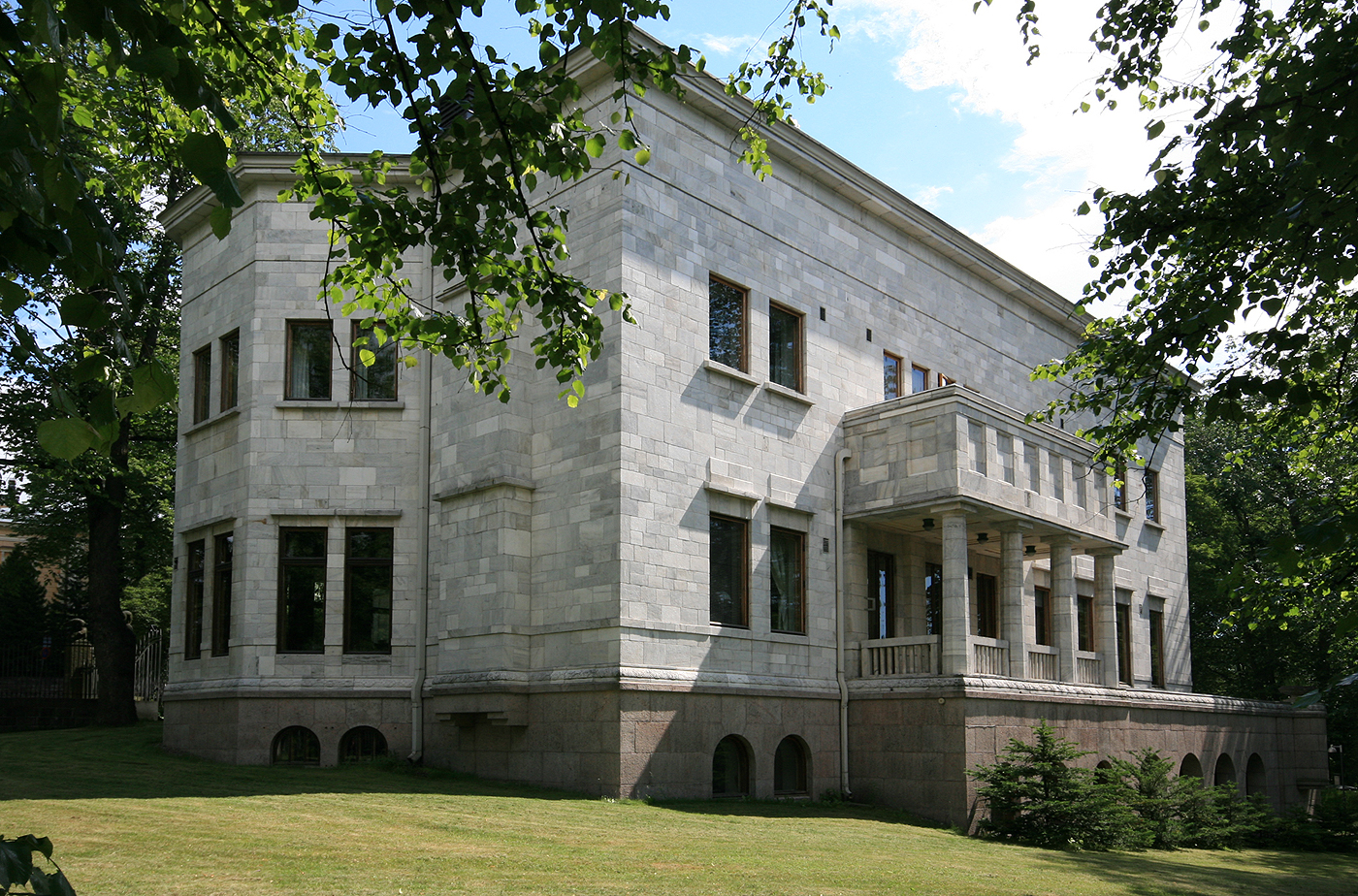
Le Palais de Marbre, Eliel Saarinen.
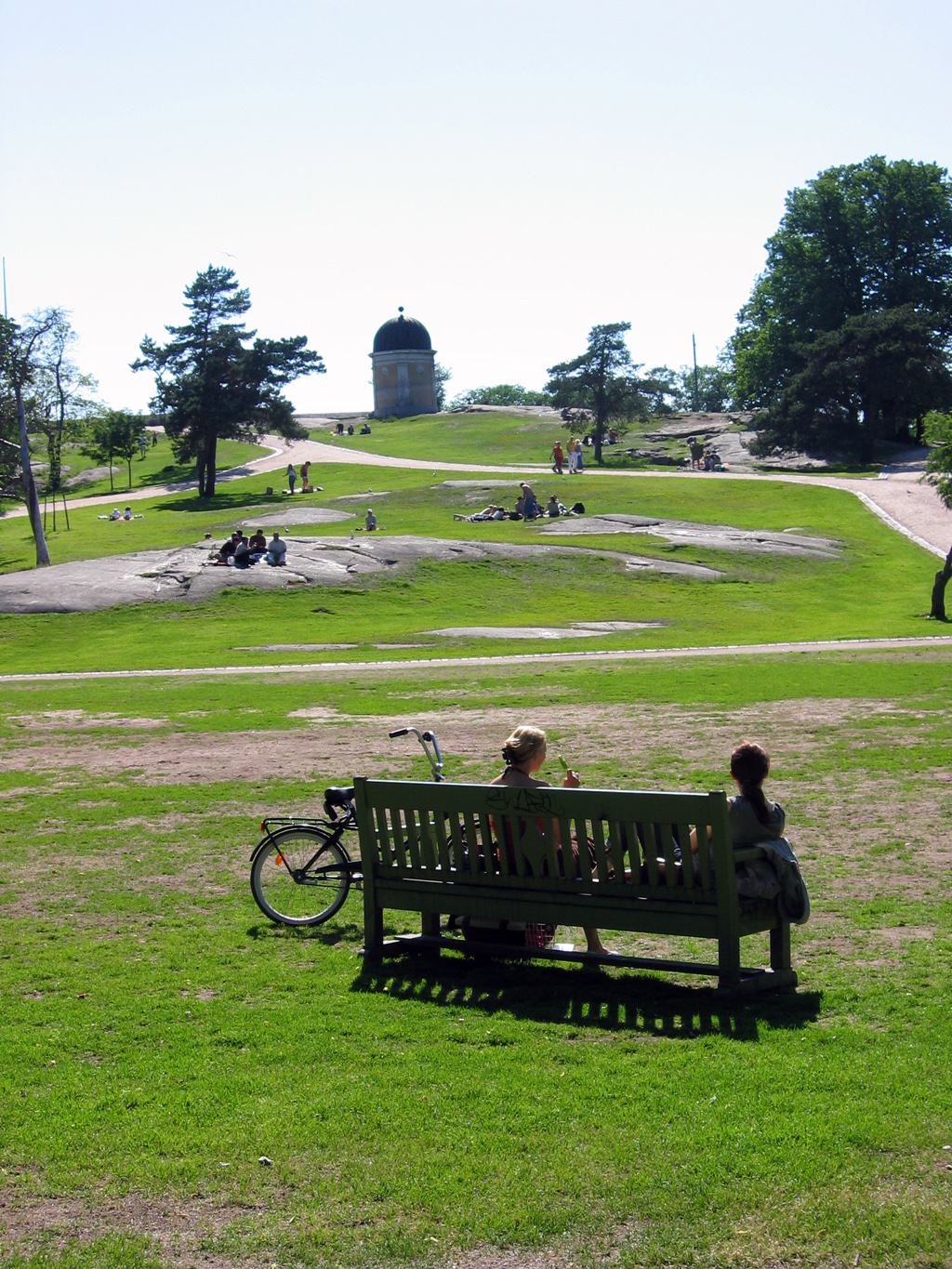
Le Kaivopuisto.
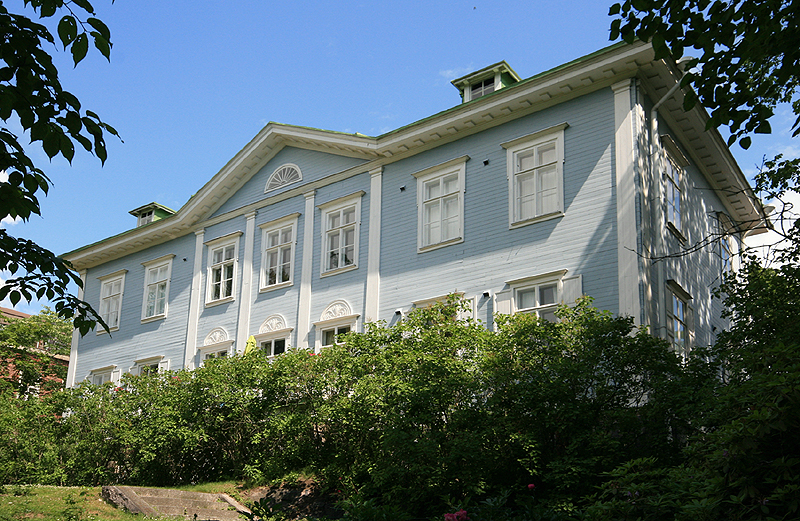
8, Rue Itäinen Puistotie, Jarl Eklund.
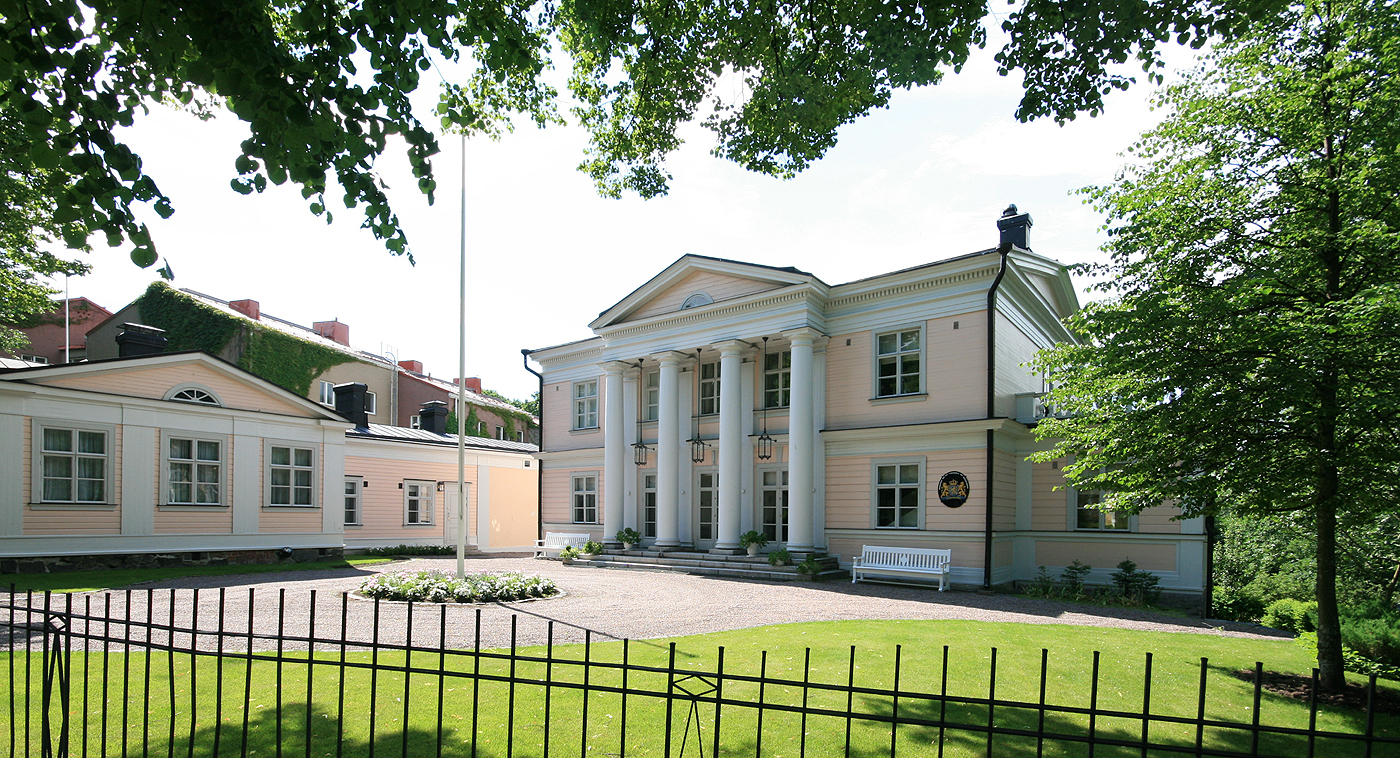
Villa Kleineh au 7, Itäinen Puistotie
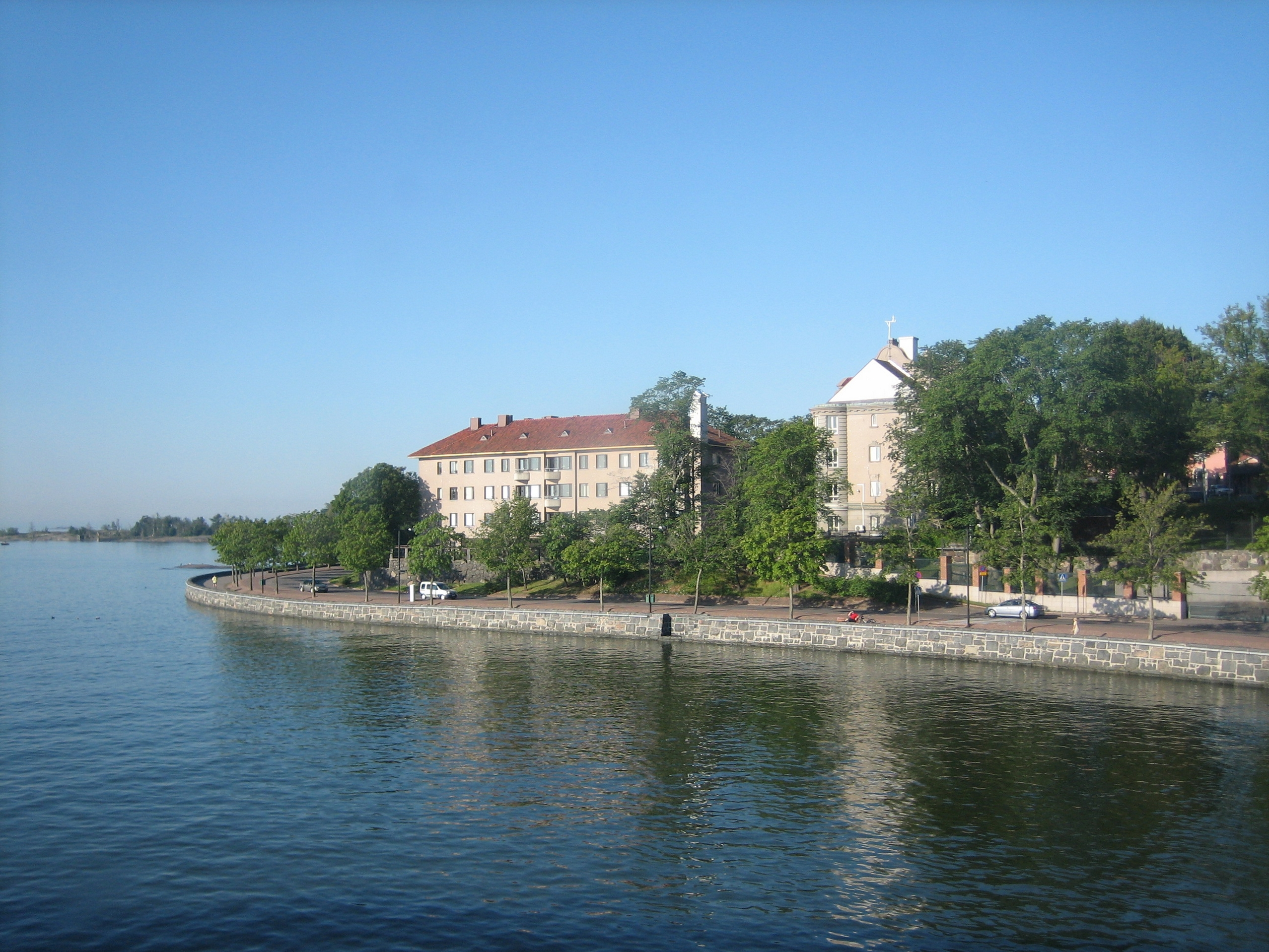
Partie résidentielle de Kaivopuisto.
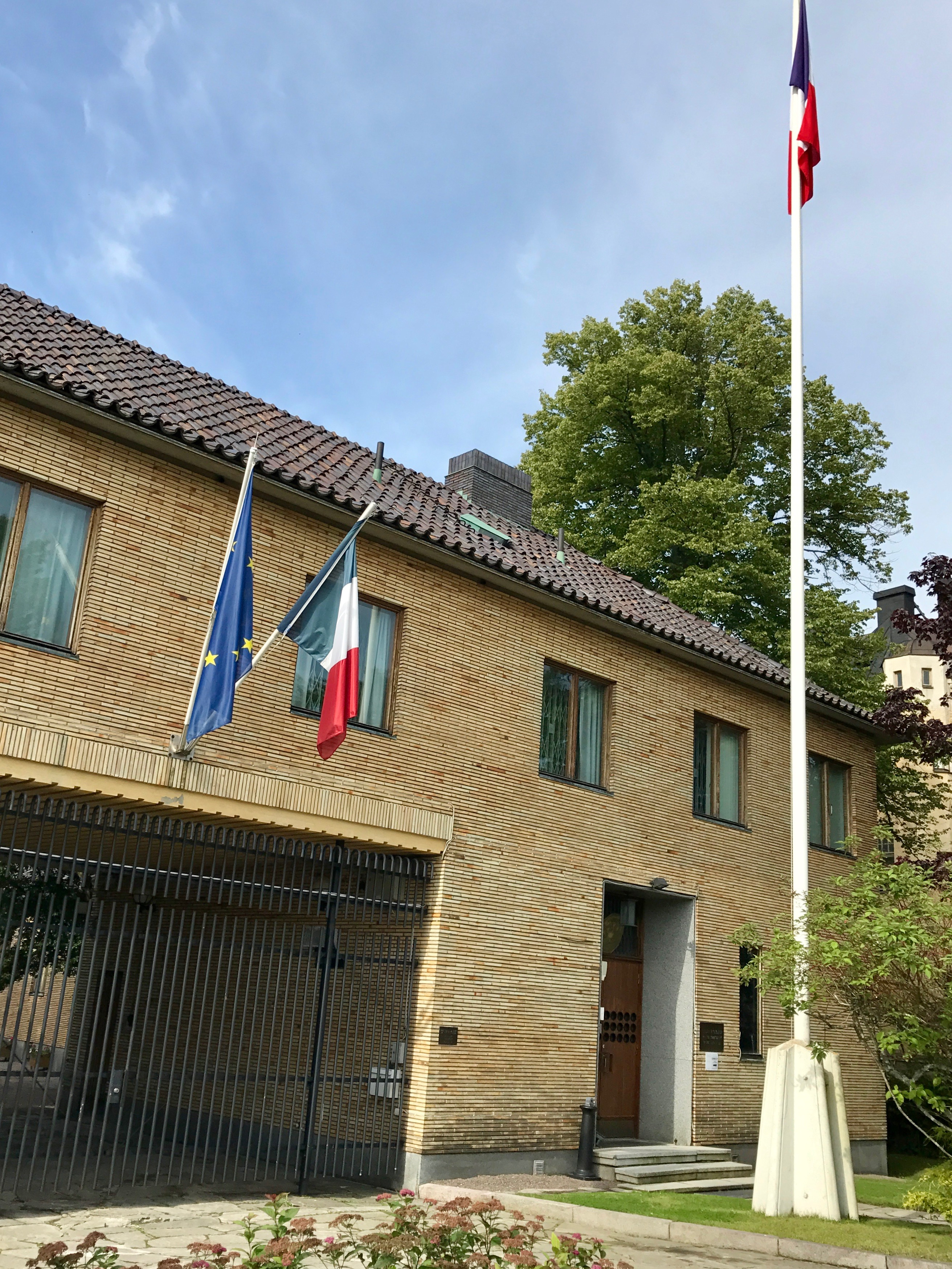
L'ambassade de France en Finlande
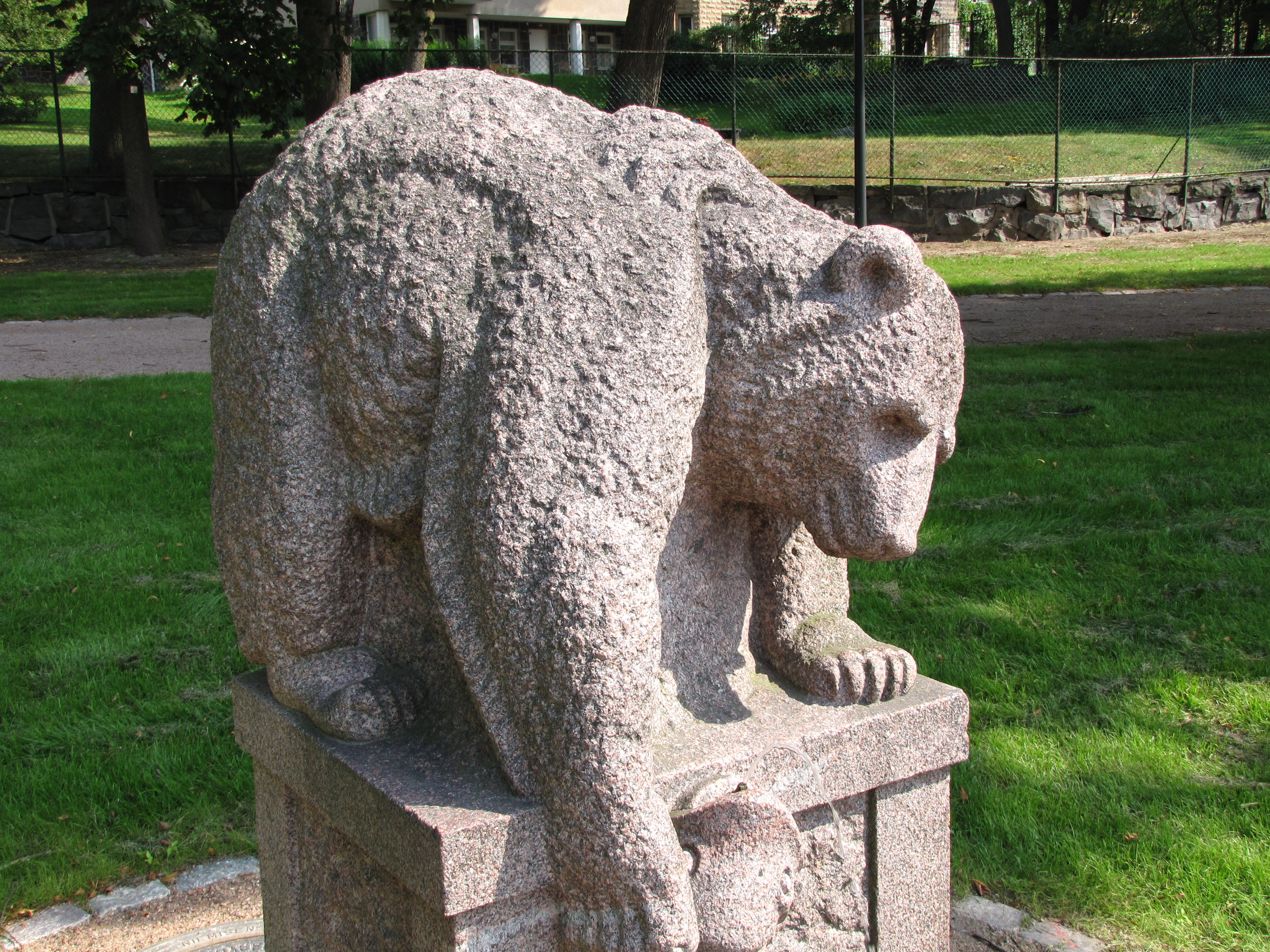
L'ours pêchant de Bertel Nilsson.
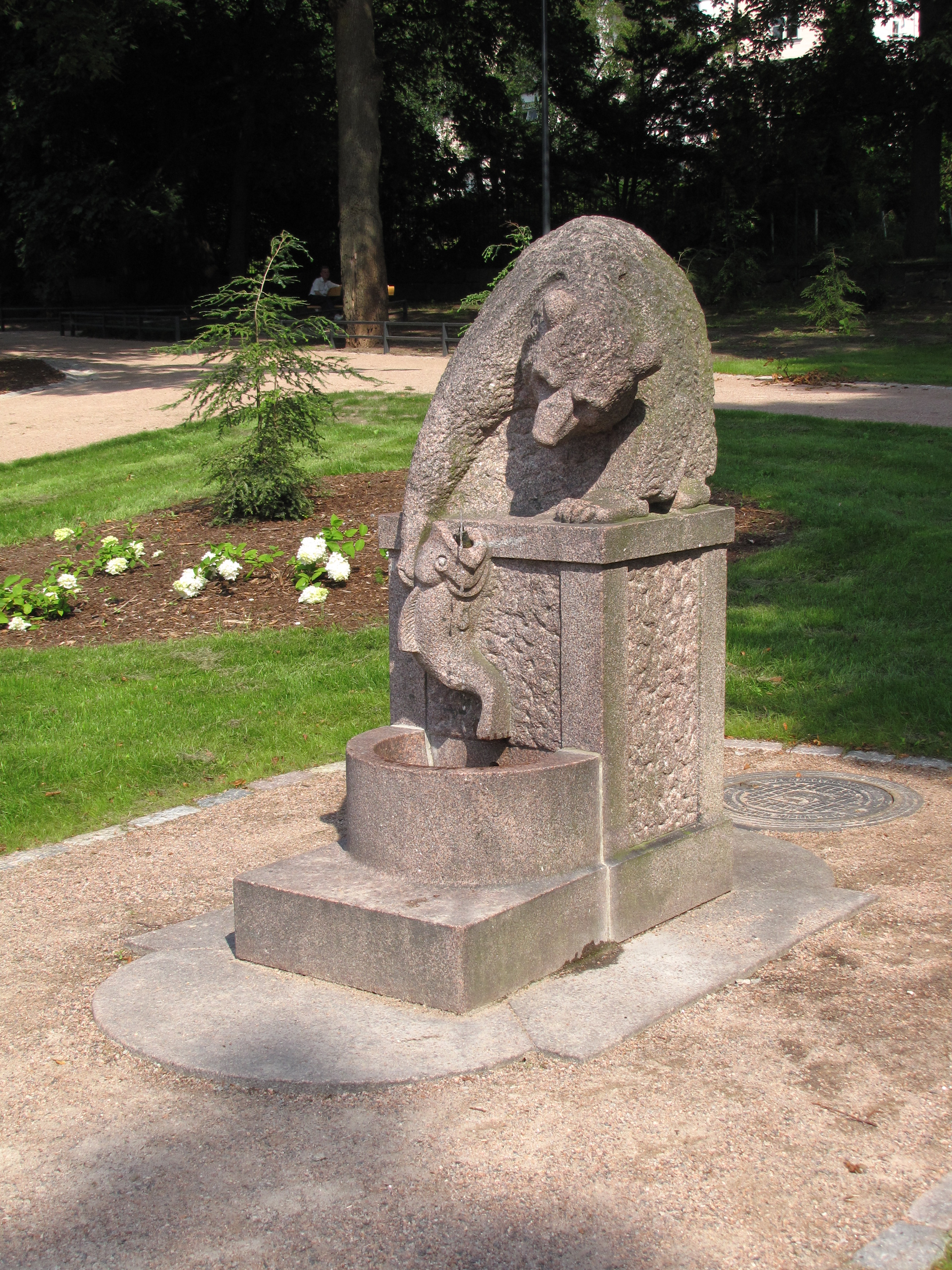
L'ours pêchant
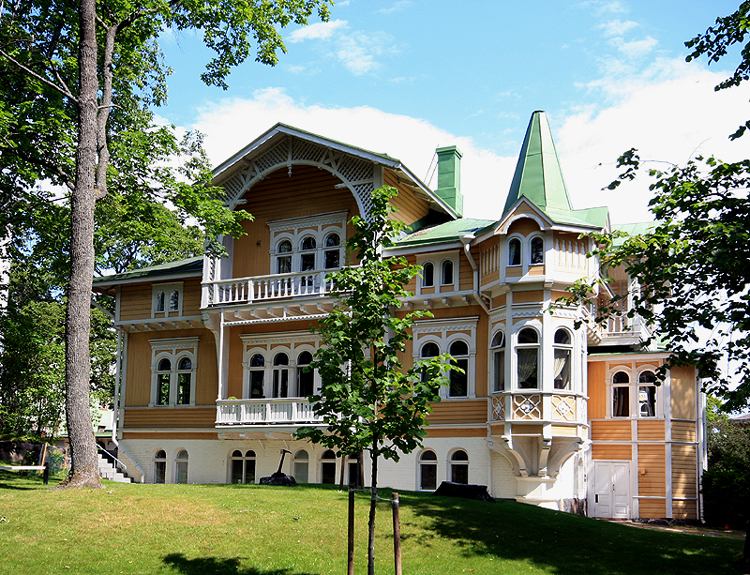
7, Rue Kalliolinnantie, Theodor Decker.

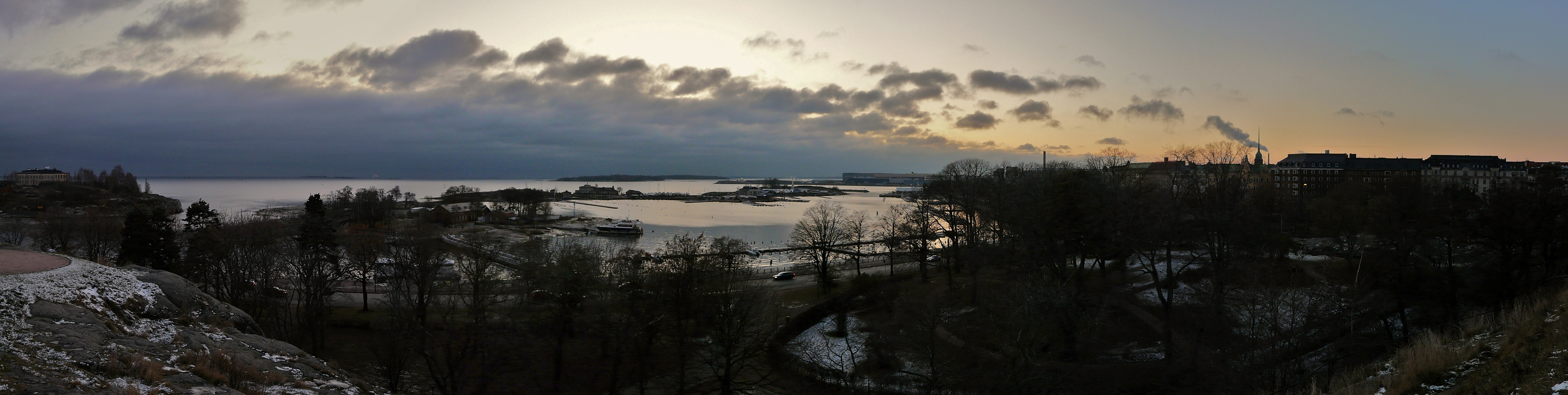
Vue vers le sud-ouest de la colline la plus élevée de Kaivopuisto novembre 2009.